# Your History Is Mine: 2002-2009
Your History Is Mine: 2002-2009 è una compilation dei Funeral for a Friend, pubblicata dalla Atlantic Records il 28 settembre 2009. Comprende una selezione di canzoni dai primi 4 album della band più l'EP Four Ways to Scream Your Name, assieme a molti b-side, cover e demo, ed anche 4 nuove canzoni (le prime con il nuovo bassista Gavin Burrough). Si compone infatti di 3 dischi, per un totale di 53 tracce più le bonus track. Il titolo deriva dalla frase più significativa di History, che è probabilmente la più nota canzone della band.
L'annuncio della pubblicazione della compilation è stato dato il 6 luglio 2009.
Il cantante Matt Davies ha commentato: "è interessante osservare come molte delle canzoni che abbiamo scritto negli ultimi 7 anni e mezzo hanno avuto un'influenza su di noi e anche sui nostri fan, ed averle tutte raccolte in un unico posto sarà una buona riflessione sulla musica che abbiamo scritto sin qui, sia per i vecchi fan che per i nuovi". Il batterista Ryan Richards ha anche sottolineato come l'arrivo di Gavin al basso, da fan della band, abbia riportato un po' il gruppo ad avvicinarsi a un sound che negli ultimi album si era un po' perso.

## Tracce

### Disco 1
1. 10:45 Amsterdam Conversations – 3:41
2. This Year's Most Open Heartbreak – 2:43
3. Juneau – 3:37
4. She Drove Me to Daytime Television – 3:35
5. Escape Artists Never Die – 5:18
6. Red Is the New Black – 5:14
7. Streetcar – 3:39
8. Roses for the Dead – 4:06
9. History – 4:08
10. Into Oblivion (Reunion) – 4:23
11. Walk Away – 3:38
12. Kicking and Screaming – 3:23
13. No Honour Among Thieves – 2:45
14. Built to Last – 4:20
15. Wrench – 2:30
16. Captains of Industry – 3:43

Bonus track per iTunes
1. The End of Nothing (demo) – 3:11
2. Roses for the Dead (demo) – 4:03
3. She Drove Me to Daytime Television (demo) – 3:34
4. Walk Away (demo) – 3:46

Bonus track scaricabile da MySpace
1. All the Rage (demo) – 3:34

### Disco 2
1. The Getaway Plan – 4:14
2. The System (cover dai Far) – 2:06
3. You Want Romance? – 2:51
4. 10 Scene Points to the Winner – 2:39
5. Lazarus (In the Wilderness) – 2:50
6. I Am the Arsonist – 4:50
7. This Letter – 3:17
8. Babylon's Burning (cover dai The Ruts) – 2:32
9. Sunday Bloody Sunday (cover dagli U2) – 4:25
10. The Boys Are Back in Town (cover dai Thin Lizzy) – 4:20
11. Pirate Song (cover dai Gameface) – 3:45
12. Rise and Fall – 3:28
13. Crash and Burn – 3:53
14. In a Manner of Sleep – 4:29
15. Africa – 3:30
16. Faster – 3:54
17. Join Us – 3:47
18. Drive (Tiscali acoustic session) – 4:32
19. The Art of American Football (Tiscali acoustic session) – 3:06
20. Into Oblivion (Reunion) (Haunts remix) – 4:55

### Disco 3
1. Streetcar (demo) – 3:25
2. Hospitality (demo) – 5:15
3. Roses for the Dead (demo) – 4:03
4. All the Rage (demo) – 3:34
5. This Letter (demo) – 4:35
6. The End of Nothing – 3:11
7. Summer's Dead and Buried (demo) – 3:50
8. She Drove Me to Daytime Television (demo) – 3:34
9. Storytelling (demo) – 3:28
10. Alvarez (demo) – 4:19
11. Moments Forever Faded (demo) – 4:13
12. Bend Your Arms to Look Like Wings (demo) – 4:06
13. Walk Away (demo) – 3:46
14. The Rise and Fall (demo) – 3:38
15. Bird on a Wire (demo) – 3:37
16. Colossus (demo) – 3:29
17. The Reunion (demo) – 4:53

## Formazione

### Band
- Matthew Davies-Kreye - voce in tutte le tracce
- Kris Coombs-Roberts - chitarra in tutte le tracce
- Darran Smith - chitarra in tutte le tracce
- Gavin Burrough - basso e voce, tracce 13-16 disco 1
- Ryan Richards - batteria e voce in tutte le tracce tranne traccia 1 disco 1, tastiere, traccia 12 disco 1
- Gareth Davies - basso in tutte le tracce tranne tracce 1, 13-16 disco 1
- Matthew Evans - voce, traccia 1 disco 1
- Andi Morris - basso, traccia 1 disco 1
- Johnny Phillips - batteria, traccia 1 disco 1

### Altri musicisti
- Alwyn Davies - voce, traccia 1 disco 1
- Kate Hamilton - voce al telefono, traccia 7 disco 1
- Storme, Lisa, Joel De'ath - voci, traccia 7 disco 1
- Brian Valentino, Josh Evans - voci, traccia 9 disco 1
- Luis Jardim - Tamburello e shaker, tracce 10-11 disco 1
- Audrey Riley - Direttrice d'orchestra, traccia 10 disco 1
- Robert Salter (leader), Boguslav Kostecki, Claire Thompson, Joan Atherton, Liz Partridge, Emma Welton - violino 1, traccia 10 disco 1
- Laura Melhuish, Kathy Shave, Jayne Harris, Fenella Barton, Juliet Snell, Ann Morfee - violino 2, traccia 10 disco 1
- Sue Dench, Peter Lale, Jane Atkins, Peter Collyer - viola, traccia 10 disco 1
- Ann Lines, Andrew Fuller, Nick Cooper, Harry Napier - violoncello, traccia 10 disco 1
- Corin Long, Elizabeth Bradley - contrabbasso, traccia 10 disco 1
- Michael Haslam (leader), Helen Rathbone, Amanda Morrison, Jacqueline Barron, Clare Henry, Heather Cairncross, Andrew Butler, Gerard O'Beirne - coro, traccia 10 disco 1

### Altro personale
- Joe Gibb - produzione e mixaggio, traccia 1 disco 1
- Roger Hopkins - ingegneria, traccia disco 1
- Alwyn Davies - ingegneria, traccia disco 1
- Colin Richardson - produzione, ingegneria e mixaggio, tracce 2-6 disco 1
- Will Bartle - ingegneria, tracce 2-6 disco 1
- Tom Baker - Masterizzazione, traccia 2 disco 1
- Matt Hyde e Richard Woodcraft - ingegneria, tracce 3-6 disco 1
- Howie Weinberg - Masterizzazione, tracce 3-6 disco 1
- Terry Date - produzione, ingegneria e mixaggio, tracce 7-9 disco 1
- Sam Hofstedt, Floyd Reitsma e Brian Valentino - ingegneria, tracce 7-9 disco 1
- Ted Jensen - Masterizzazione, tracce 7-9, 12 disco 1
- Gil Norton - produzione, tracce 10-11 disco 1
- Dave Bascombe - Mixaggio, tracce 10-11 disco 1
- Adrian Bushby, Helen Atkinson, John Dunne, Steve Price e Matt Bartran - ingegneria, tracce 10-11 disco 1
- Dick Beetham - Masterizzazione, tracce 10-11 disco 1
- Romesh Dodangoda - produzione, ingegneria e mixaggio, traccia 12 disco 1
- Rob Thomas - ingegneria, traccia 12 disco 1